# Salduba carinifrons
Salduba carinifrons är en tvåvingeart som först beskrevs av Günther Enderlein 1921.  Salduba carinifrons ingår i släktet Salduba och familjen vapenflugor. Inga underarter finns listade i Catalogue of Life.